# Bulbophyllum graciliscapum
Bulbophyllum graciliscapum là một loài phong lan thuộc chi Bulbophyllum.